# بوهوشوویتسه ناد اوهری
بوهوشوویتسه ناد اوهری (به چکی: Bohušovice nad Ohří) یک منطقهٔ مسکونی در جمهوری چک است که در ناحیه لیتومیریتسه واقع شده‌است. بوهوشوویتسه ناد اوهری ۲٬۶۲۰ نفر جمعیت دارد.